# Tímea Nagy
Tímea Nagy   (Budapest, 22 d'agost de 1970) és una tiradora d'esgrima hongaresa, ja retirada, guanyadora de dues medalles olímpiques.

## Carrera esportiva
Especialista en la modalitat d'espasa, va participar als 25 anys en els Jocs Olímpics d'Estiu de 1996 realitzats a Atlanta (Estats Units), on aconseguí finalitzar quarta en la prova femenina d'espasa per equips i cinquena en la prova individual, guanyant en les dues proves sengles diplomes olímpics. En els Jocs Olímpics d'Estiu de 2000 realitzats a Sydney (Austràlia) aconseguí guanyar la medalla d'or en la prova individual i novament quarta en la prova per equips. En els Jocs Olímpics d'Estiu de 2004 realitzats a Atenes (Grècia) aconseguí revalidar el seu títol olímpic i finalitzà cinquena en la prova per equips.
Al llarg de la seva carrera ha guanyat set medalles en el Campionat del Món d'esgrima, sis d'elles d'or; i quatre medalles en el Campionat d'Europa de la disciplina, una d'elles d'or.